# Museu de l'Aire i de l'Espai
El Musée de l'Air et de l'Espace
(en català:Museu de l'Aire i de l'Espai) és un museu francès, localitzat a la cantonada sud-est de l'aeroport de Le Bourget, a la comuna de Le Bourget, prop de París. Va ser creat l'any 1919 seguint una proposta del reconegut enginyer aeronàutic francès Albert Caquot (1881-1976). És un dels museus d'aviació més antics del món.

## Aeronaus en exposició

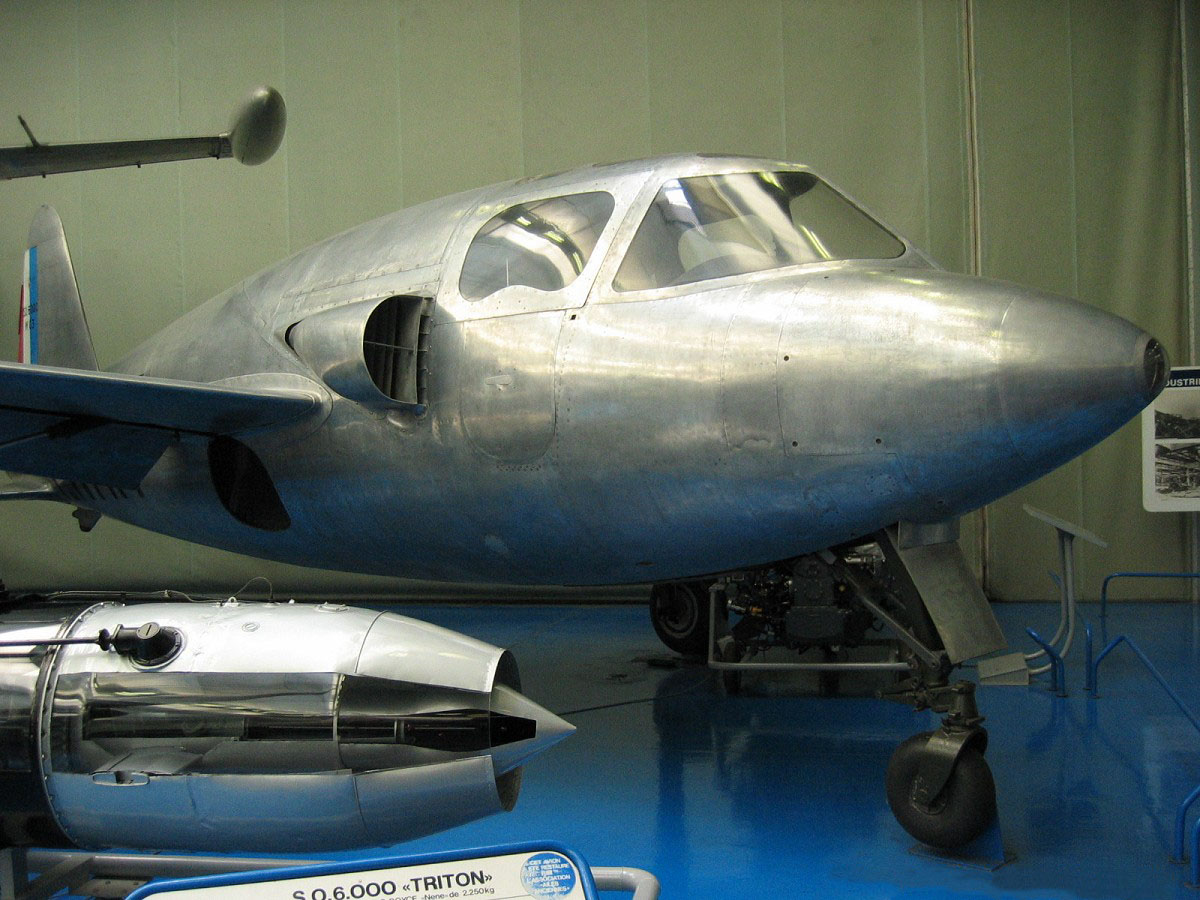
SO.6000 Triton n°3.

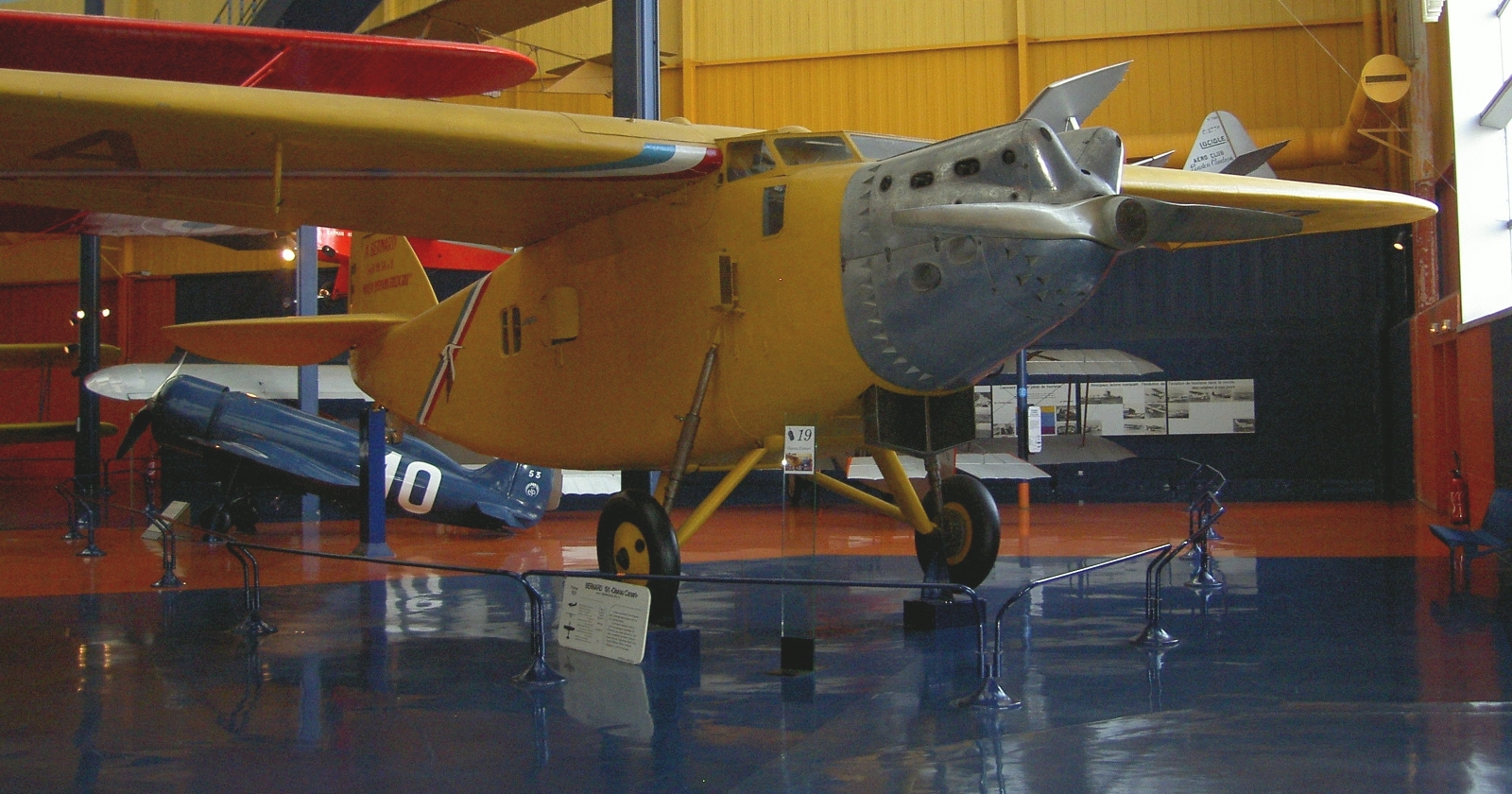
El Oiseau Canari, avió que va realitzar la primera travessia francesa de l'Atlàntic en 1929, model Bernard 191 Grand Raid, amb motor Hispano-Suiza

Gran Saló
- Antoinette VII
- Blériot XI
- Farman Voisin
- Sants-Dumont Demoiselle

Hangar entre guerres i aviació lleugera
- Farman Goliath
- Oiseau Blanc

Hangar Rosette
- Dassault Ouragan
- Dassault Mirage III
- Dassault Mystère IV
- Sud Aviation Vautour

Hangar de Prototips
- Dassault Balzac V
- Leduc 0.10
- Nord 1500 Griffon
- SNCASO Trident
- Sud-Ouest SO.6000 Triton

Hangar Concorde
- Concorde x 2
- Dassault Mirage IV